# Choirokoitia
Chirochitia je archeologická lokalita na Kypru ve Středozemním moři, jejíž počátky sahají do doby neolitu. Oblast je známá jako jedna z nejlépe zachovaných prehistorických památek celého Středomoří a v současné době tvoří jednu z hlavních kyperských památek. V roce 1998 se celá lokalita stala součástí světového dědictví.